# Système de fichiers virtuel
 (mars 2023).
Si vous disposez d'ouvrages ou d'articles de référence ou si vous connaissez des sites web de qualité traitant du thème abordé ici, merci de compléter l'article en donnant les références utiles à sa vérifiabilité et en les liant à la section « Notes et références ».

Le système de fichiers virtuel dans le noyau Linux

Un système de fichiers virtuel est une couche d'abstraction au-dessus d'un système de fichiers plus concret.
Exemples de système de fichiers virtuel :
- Virtual File System pour les systèmes Unix : un des premiers systèmes de fichiers virtuel.
- GVFS : le système de fichiers virtuel pour l'environnement de bureau Gnome.